# Tomiko Miyao
Tomiko Miyao (japonês: 宮尾 登美子) (Kochi, 13 de abril de 1926 – Komae, 30 de dezembro de 2014) foi uma romancista japonesa. Ela é mais conhecida por escrever ficção histórica. Muitas de suas obras foram adaptadas para dramas e filmes de televisão, principalmente Onimasa, Atsuhime e Yoshitsune.

## Infância e educação
Miyao nasceu em Kochi, Japão, em 13 de abril de 1926. Seu pai era um jogador que trabalhava como agente de prostitutas. Ela se formou no ensino médio em 1943, depois largou o colégio para se afastar do pai. Ela se mudou para uma nova cidade e se tornou uma professora substituta. Ela se casou com sua colega de trabalho, uma professora chamada Kaoru Maeda, em 1944. Eles tiveram uma filha e mudaram-se brevemente para a Manchúria. Quando a Segunda Guerra Mundial terminou em 1945, a família foi mantida em um campo de internamento até 1946, quando retornou ao Japão e morou com a família de seu marido na prefeitura de Kochi.

## Carreira
A carreira de escritora de Miyao ganhou atenção pela primeira vez quando seu conto "Ren" ganhou o prêmio Fujin Kōron para novas escritoras em 1962. Ela então se mudou para Tóquio em 1966 e se tornou editora de uma revista. Ela continuou escrevendo para revistas femininas e ganhou o prêmio Dazai Osamu em 1974. Embora odiasse a profissão de seu pai, ela escreveu uma história sobre sua profissão, "Kantsubaki". Em seguida, ganhou o Women's Literature Prize em 1977. Em 1978 ela ganhou o prêmio Naoki por seu romance "Ichigen no koto". Ela escreveu prolificamente pelo resto de sua carreira, ganhando vários outros prêmios, como o prêmio Kikuchi Kan e o Elan d'or.
Ela foi nomeada Pessoa de Mérito Cultural em 2008.
Miyao morreu em 30 de dezembro de 2014.

## Estilo
Os romances de Miyao geralmente giram em torno de mulheres passando por dificuldades. Ela frequentemente escreve sobre eles com compaixão e sensibilidade.